# Boltaña (kommunhuvudort)
Boltaña är en kommunhuvudort i Spanien.   Den ligger i provinsen Provincia de Huesca och regionen Aragonien, i den nordöstra delen av landet, 400 km nordost om huvudstaden Madrid. Boltaña ligger 654 meter över havet och antalet invånare är 897.
Terrängen runt Boltaña är huvudsakligen kuperad, men åt nordväst är den bergig. Runt Boltaña är det mycket glesbefolkat, med 5 invånare per kvadratkilometer. Närmaste större samhälle är Aínsa, 6,8 km sydost om Boltaña. I omgivningarna runt Boltaña växer i huvudsak barrskog.